# Чжунгуаньцунь (станция метро)
«Чжунгуаньцунь» (кит. упр. 中关村, пиньинь Zhōngguāncūn) — станция линии 4 Пекинского метрополитена. Расположена между станциями «Восточный вход Пекинского университета» и «Хайдянь Хуанчжуан».
Находится в технологическом и научном центре Чжунгуаньцунь района Хайдянь. На станции установлены платформенные раздвижные двери.